# Aeroportul Pakuba
Aeroportul Pakuba (IATA: PAF, ICAO: HUPA) este un aeroport din Western Region⁠(d), Uganda ce deservește zona Pakuba⁠(d). A fost numit după zona deservită.
Situat la o altitudine de 721 m, aeroportul dispune de o singură pistă.